# Супрунівський район
Супру́нівський райо́н — адміністративно-територіальна одиниця в УСРР (потім УРСР), що існувала з березня 1923 року по вересень 1930 року.
Район був створений 7 березня 1923 року у складі Полтавської округи з Абазівської, Супрунівської і Тахтаулівської волостей Полтавського повіту (загалом 9 сільрад, того ж року — вже 10).
Площа району становила 417 квадратних верст. На 7 вересня 1923 року населення району становило 43 456 осіб.
Центр — село Супрунівка.
30 вересня 1925 року центр Супрунівського району перенесено в місто Полтаву, і район перейменовано на Полтавський. А 2 вересня 1930 року село Супрунівку Полтавського району підпорядковано Полтавській міській раді.

## Джерело
- Супрунівський район // За ред. А. В. Кудрицького. Полтавщина : Енцикл. довід.. — К. : УЕ, 1992. — С. 1024. — ISBN 5-88500-033-6. — с. 895—896